# جيوفاني ليون
جيوفاني ليون (بالإسبانية: Francisco Giovanni León)‏ (12 مارس 1992 في المكسيك - ) هو لاعب كرة قدم مكسيكي في مركز الدفاع. شارك مع منتخب المكسيك تحت 17 سنة لكرة القدم. أما مع النوادي، فقد لعب مع نادي أطلس ونادي بويبلا ونادي جامعة غوادالاخارا.

## وصلات خارجية
- جيوفاني ليون على موقع قاعدة بيانات كرة القدم.إي يو (الإنجليزية)
- جيوفاني ليون على موقع Soccerway.com (الإنجليزية)